# Piridoxal fosfat
Piridoxal-5'-fosfatul sau fosfatul de piridoxal (PLP sau P5P) este forma activă a vitaminei B6, participând ca coenzimă în multe reacții enzimatice. Activitatea variată a PLP provine de la abilitatea sa de a se lega covalent de substrat, acționând pe post de catalizator electrofil și stabilizând astfel intermediarii de reacție carbanionici.

## Rol

### Coenzimă
PLP este coenzimă în toate procesele de transaminare și în unele procese de decarboxilare, dezaminare și racemizare ale aminoacizilor. Gruparea aldehidă din PLP formează o bază Schiff cu restul ε-amino din lizină din structura enzimelor aminotransferaze. Grupa α-amino a substratului substituie grupa ε-amino a situsului activ al lizinei, obținându-se o aldimină care poate să se deprotoneze, decarboxileze sau să piardă un rest de aminoacid, formând un intermediar de tip chinonoid (acesta va acționa ca nucleofil în alte procese).
În reacțiile de transaminare, după deprotonare, intermediarul chinonoid acceptă un proton într-o altă poziție, formând o cetimină, care prin hidroliză va reforma o grupă aminică.

Un exemplu de reacție: racemizarea unei molecule de alanină și eliminarea de cisteină.

### Procese în corpul uman
Piridoxal fosfatul prezintă multe roluri în organismul uman, precum:
- metabolizarea și biosinteza aminoacizilor (fiind principalul cofactor al transaminării)
- metabolizarea și biosinteza serotoninei
- metabolizarea și biosinteza histaminei
- metabolizarea și biosinteza acidului gama-aminobutiric
- metabolizarea ornitinei